# Steganomus nodicornis
Steganomus nodicornis är en biart som först beskrevs av Smith 1875.  Steganomus nodicornis ingår i släktet Steganomus och familjen vägbin. Inga underarter finns listade i Catalogue of Life.